# William G. Morgan
William G. Morgan, ameriški učitelj športne vzgoje, * 1870, Lockport, New York, ZDA, † 1942.
William Morgan je znan po tem, da je leta 1895 izumil odbojko, ki se je prvotno imenovala mintonette.
1. 1 2  Find a Grave — 1996.